# Loma Prieta, Nuevo León
Loma Prieta är en ort i Mexiko.   Den ligger i kommunen Montemorelos och delstaten Nuevo León, i den centrala delen av landet, 700 km norr om huvudstaden Mexico City. Loma Prieta ligger 435 meter över havet och antalet invånare är 214.
Terrängen runt Loma Prieta är varierad. Runt Loma Prieta är det ganska glesbefolkat, med 32 invånare per kvadratkilometer. Närmaste större samhälle är Allende, 3,1 km nordväst om Loma Prieta. Omgivningarna runt Loma Prieta är en mosaik av jordbruksmark och naturlig växtlighet.